# 永射保
永射 保（ながい たもつ、1953年10月3日 - 2017年6月24日）は、鹿児島県川辺郡大浦町（現：南さつま市）出身のプロ野球選手（投手）・コーチ。元陸上自衛官。

## 経歴

### プロ入り前
指宿商高時代は、3年次の1971年に夏の県大会2回戦で鹿屋工高を相手にノーヒットノーランを記録するが、準々決勝で中学時代のチームメイトである定岡智秋のいた鹿児島実高に敗退した。なお永射も同校から声が掛かっていたが野球で進学することを避けた。在学中は珠算、簿記などの検定にも合格している。
1971年ドラフト3位で広島東洋カープに入団した。

### 現役時代
プロ入り後は外木場義郎の投球を見てレベルの高さを痛感。
1973年5月には初先発の機会も与えられたが、広島では1勝も挙げられなかった。
当時、安田猛が遅いボールで王貞治をキリキリ舞いさせるのを見て、速球派をやめて遅いボールで生きて行こうと決意し、2年目の同年オフに別当薫監督と長谷川良平コーチと相談して腕を下げ、変則フォームに改造した。
1974年に乗替寿好との交換トレードで太平洋クラブライオンズへ移籍し、中継ぎとして起用されたが、当初は結果を出せず苦しみ、山田久志のフォームを研究、踏み込む足をインステップにして、ワンテンポタイミングを遅らせるフォーム改造に4年を掛けて成功した。きっかけについて「太平洋ライオンズに移籍した頃、理髪店の鏡にテレビの野球中継が映されており、そこに阪急の山田さんが投げているのを見ましてね。鏡だから当然左右逆。これ（山田さんの投げ方）を参考にすればいいんじゃないですか」と思いあたったことであったと語っている。
1976年から一軍に定着。
1977年は15試合に先発として起用されるなど、49試合登板で9勝6セーブを挙げた。生涯唯一の規定投球回（13位、防御率3.33）にも達する。
球団が1979年に福岡県福岡市から埼玉県所沢市に移転して「西武ライオンズ」が誕生、その際に当初は阪神タイガースへ移籍をする話があったが、別の選手（真弓明信、若菜嘉晴ら）が阪神に移籍、永射はライオンズに残る形となった（阪神に移籍の若菜の話によると、阪神の新監督に就任したドン・ブレイザーが機動力のある野手を希望していたため真弓を指名、永射の移籍の話は消滅となった）。新生ライオンズでは主にリリーフとして活躍。8月以降はローテーションの谷間に先発起用されるなど、シーズンを通してフル稼働した。4月24日の南海戦（西武球場）では、先発の新人・松沼博久が8回まで好投し、永射が9回の1イニングを無失点に抑えて4-2でチームは勝利。永射にもセーブが付き、西武球団で最初にセーブを記録した投手となった。同年はリーグ最多の63試合に登板した。
永射は「左のサイドハンド（アンダースローと書かれることもある）」という当時としては特異な投げ方から、左殺しとして活躍した。広岡達朗監督時代は左のワンポイントリリーフとして、1982年、1983年、1985年と3度のリーグ優勝に貢献する。1982年前期は、勝てばマジック点灯という「6.23西宮決戦」で、大方先発予想されていた高橋直樹ではなく、永射が奇襲先発した。試合は前半で阪急先発の山沖之彦を打線が打ち崩し、最終的に4失点で降板したが大差で勝利し、以降「阪急キラー」と呼ばれた。
1983年の巨人との日本シリーズでは5試合に登板、第6戦ではワンポイントリリーフながら勝利投手となり日本一に貢献した。このシリーズでは巨人のチャンスで左打者である篠塚利夫に打順が回るとワンポイント登板で対戦、4打席で3三振（1四球）に打ち取る。篠塚は左投手を苦にしない巧打者だったが、永射はそれを封じた。
1985年の阪神との日本シリーズでも1勝を挙げた。
1987年に広瀬新太郎との交換トレードで、片平晋作と共に横浜大洋ホエールズに移籍（14年ぶりのセ・リーグ球団への移籍となる）。
1989年には福岡ダイエーホークスに無償トレードで移籍。
1990年シーズンオフに現役を引退した。
永射は歴代3位となる566試合のリリーフ登板を記録し、年間リーグ最多登板試合を4回記録している。

### 現役引退後
引退後はダイエースカウトを数年務め、以降は福岡県小郡市の西鉄小郡駅前でスナック「サウスポー」を営んだ。
プロ野球マスターズリーグにも福岡ドンタクズの選手として参加し、リトルリーグ「小郡リトルシニア」の監督を務めたほか、筑後・佐賀を放送エリアとするドリームスFMでラジオ番組を担当するなど、地元の筑後を中心に幅広く活動していた。「小郡リトルシニア」での教え子に、元西武の永江恭平がいる。
2016年末に体調を崩して入院し、退院後も在宅治療を続けていた。2017年2月18日にNHK BS1で放送された『球辞苑』にVTR出演したのが、最後のメディア出演となった。6月24日、肝臓癌のため福岡県久留米市の病院で死去した。63歳没。

## プレーに関して
現役時代は制球力に優れた投手という評判があった。永射はそれについて、「1日30kmは走った。休んだのが自分の誕生日と台風で天気が悪かった時くらい、正月も休み無しで走り込みした。自分の制球力はランニングで作られたもの」と述懐している。「とにかく走って、下半身を鍛えないとこの投げ方はできない。そこを省くと、今年は成功しても短命で終わるよ」と、教えを請いに来た後輩たちにも走り込みの重要性を説いていた。
左打者に強く、トニー・ソレイタ（日本ハム）やレロン・リー（ロッテ）などが永射を大の苦手としており、「顔を見るのも嫌」と言わしめた。ソレイタが来日1年目の1980年9月5日に当時の記録タイだった4打席連続本塁打を打っていて、5打席連続本塁打の新記録を目指していたものの、永射が登板をして3球三振に倒れ記録達成とはならなかった。リーの方は苦肉の策として、本来の左打席ではなくメジャー時代以来となる右打席に入って打ったこともある（1981年8月10日の4回表、二死満塁でこれを行い、永射は2点タイムリーヒットを打たれている）。
永射に苦労をしていたリーではあったが、永射の通算500試合登板の記念パーティーに招待された時には、リーに対して「リーさんのおかげで選手寿命が延びた」と自分を強くしてくれたことに感謝する言葉を残し、リーは「私のために、あなた（永射）の野球人生はあった」と語ったという。
柏原純一（日本ハム）に敬遠球を本塁打にされたことがあった。1981年7月19日の平和台野球場での日本ハム戦で6回裏二死三塁の状況で、得意としていたソレイタを抑えるために前の打者の柏原を敬遠にするつもりであったが、3球目の投球が甘くなったところを柏原のバットの真芯に当てられ、打球が大きく飛び外野スタンドまで運ばれてそのまま本塁打となってしまった。
門田博光（オリックス時代）は、ダイエー戦で永射を見ると自ら上田利治監督に代打を要求してベンチに引っ込んだという。
水島新司の漫画『野球狂の詩』の水原勇気やピンク・レディーの『サウスポー』のモデルという（本人談）。『サウスポー』の作詞者である阿久悠は、1977年のオールスターゲーム第2戦で永射が王貞治を三振に打ち取った場面をモチーフに詞を書いたとされる。ピンク・レディーの武道館コンサートで一緒に踊って下さいと頼まれたともいう。
野球での給料が安かったため1976年のオフシーズンはトレーニングもかねて陸上自衛隊でアルバイトをしていた。野球選手であることを隠しての入隊で相浦駐屯地に配属され、上官から幹部候補として引き留められたが、チームに戻るために正直に「金が無いからアルバイトした」と告白すると、上官は「さすがプロ野球選手だ。やっぱり基礎体力が違う」と感心され、「現役を引退してから自衛隊に入隊した人はたくさんいるだろうが、現役中に入隊して認識番号を持っているプロ野球選手は、君が最初で最後ではないのかな」とも呆れられたという。

## 詳細情報

### 年度別投手成績
| 年 度     | 球 団                | 登 板 | 先 発 | 完 投 | 完 封 | 無 四 球 | 勝 利 | 敗 戦 | セ 丨 ブ | ホ 丨 ル ド | 勝 率 | 打 者 | 投 球 回 | 被 安 打 | 被 本 塁 打 | 与 四 球 | 敬 遠 | 与 死 球 | 奪 三 振 | 暴 投 | ボ 丨 ク | 失 点 | 自 責 点 | 防 御 率 | W H I P |
| --------- | -------------------- | ----- | ----- | ----- | ----- | -------- | ----- | ----- | -------- | ----------- | ----- | ----- | -------- | -------- | ----------- | -------- | ----- | -------- | -------- | ----- | -------- | ----- | -------- | -------- | ------- |
| 1972      | 広島                 | 1     | 0     | 0     | 0     | 0        | 0     | 0     | --       | --          | ----  | 1     | 0.0      | 1        | 0           | 0        | 0     | 0        | 0        | 0     | 0        | 1     | 1        | ----     | ----    |
| 1973      | 広島                 | 20    | 2     | 0     | 0     | 0        | 0     | 0     | --       | --          | ----  | 81    | 16.2     | 28       | 5           | 5        | 0     | 0        | 15       | 0     | 0        | 11    | 10       | 5.29     | 1.98    |
| 1974      | 太平洋 クラウン 西武 | 14    | 0     | 0     | 0     | 0        | 0     | 0     | 0        | --          | ----  | 51    | 11.0     | 13       | 2           | 6        | 0     | 1        | 9        | 0     | 0        | 10    | 10       | 8.18     | 1.73    |
| 1976      | 太平洋 クラウン 西武 | 45    | 4     | 2     | 0     | 0        | 3     | 4     | 1        | --          | .429  | 372   | 91.2     | 74       | 7           | 25       | 1     | 3        | 60       | 0     | 0        | 44    | 42       | 4.11     | 1.08    |
| 1977      | 太平洋 クラウン 西武 | 49    | 15    | 4     | 0     | 2        | 9     | 10    | 6        | --          | .474  | 791   | 199.2    | 164      | 23          | 33       | 2     | 6        | 109      | 2     | 1        | 80    | 74       | 3.33     | 0.99    |
| 1978      | 太平洋 クラウン 西武 | 14    | 1     | 0     | 0     | 0        | 0     | 3     | 1        | --          | .000  | 133   | 32.2     | 31       | 4           | 7        | 1     | 1        | 23       | 0     | 0        | 14    | 12       | 3.27     | 1.16    |
| 1979      | 太平洋 クラウン 西武 | 63    | 3     | 1     | 0     | 1        | 5     | 3     | 1        | --          | .625  | 448   | 106.2    | 106      | 16          | 23       | 7     | 5        | 70       | 2     | 0        | 58    | 49       | 4.12     | 1.21    |
| 1980      | 太平洋 クラウン 西武 | 56    | 11    | 2     | 0     | 1        | 6     | 3     | 1        | --          | .667  | 520   | 123.2    | 123      | 18          | 38       | 1     | 4        | 94       | 0     | 0        | 67    | 61       | 4.43     | 1.30    |
| 1981      | 太平洋 クラウン 西武 | 61    | 0     | 0     | 0     | 0        | 6     | 3     | 4        | --          | .667  | 354   | 86.1     | 76       | 7           | 18       | 3     | 1        | 70       | 0     | 0        | 36    | 30       | 3.14     | 0.98    |
| 1982      | 太平洋 クラウン 西武 | 42    | 2     | 0     | 0     | 0        | 3     | 4     | 4        | --          | .429  | 184   | 44.0     | 43       | 10          | 12       | 3     | 1        | 38       | 0     | 0        | 30    | 29       | 5.93     | 1.27    |
| 1983      | 太平洋 クラウン 西武 | 42    | 1     | 0     | 0     | 0        | 2     | 1     | 0        | --          | .667  | 162   | 41.0     | 40       | 3           | 7        | 0     | 2        | 43       | 0     | 0        | 12    | 11       | 2.41     | 1.15    |
| 1984      | 太平洋 クラウン 西武 | 48    | 1     | 0     | 0     | 0        | 6     | 4     | 1        | --          | .600  | 251   | 61.1     | 51       | 11          | 21       | 1     | 0        | 50       | 0     | 0        | 29    | 28       | 4.11     | 1.17    |
| 1985      | 太平洋 クラウン 西武 | 33    | 0     | 0     | 0     | 0        | 0     | 1     | 0        | --          | .000  | 134   | 30.0     | 32       | 9           | 16       | 3     | 0        | 20       | 0     | 0        | 24    | 23       | 6.90     | 1.60    |
| 1986      | 太平洋 クラウン 西武 | 5     | 0     | 0     | 0     | 0        | 0     | 0     | 0        | --          | ----  | 18    | 3.1      | 5        | 2           | 2        | 1     | 1        | 4        | 0     | 0        | 4     | 4        | 10.80    | 2.10    |
| 1987      | 大洋                 | 39    | 0     | 0     | 0     | 0        | 0     | 0     | 1        | --          | ----  | 111   | 26.0     | 27       | 5           | 7        | 2     | 1        | 24       | 1     | 0        | 19    | 17       | 5.88     | 1.31    |
| 1988      | 大洋                 | 27    | 0     | 0     | 0     | 0        | 2     | 0     | 0        | --          | 1.000 | 64    | 12.2     | 19       | 0           | 5        | 1     | 2        | 9        | 0     | 0        | 10    | 6        | 4.26     | 1.89    |
| 1989      | ダイエー             | 39    | 0     | 0     | 0     | 0        | 2     | 0     | 1        | --          | 1.000 | 59    | 14.2     | 11       | 2           | 6        | 2     | 0        | 11       | 0     | 0        | 5     | 5        | 3.07     | 1.16    |
| 1990      | ダイエー             | 8     | 0     | 0     | 0     | 0        | 0     | 1     | 0        | --          | .000  | 15    | 4.2      | 2        | 2           | 1        | 0     | 0        | 5        | 0     | 0        | 2     | 2        | 3.86     | 0.64    |
| 通算:18年 | 通算:18年            | 606   | 40    | 9     | 0     | 4        | 44    | 37    | 21       | --          | .543  | 3749  | 906.0    | 846      | 126         | 232      | 28    | 28       | 654      | 5     | 1        | 456   | 414      | 4.11     | 1.19    |

- 各年度の太字はリーグ最高
- 太平洋（太平洋クラブライオンズ）は、1977年にクラウン（クラウンライターライオンズ）に、1979年に西武（西武ライオンズ）に球団名を変更

### 記録
初記録
- 初登板：1972年4月14日、対阪神タイガース2回戦（阪神甲子園球場）、8回裏に2番手として救援登板、遠井吾郎に安打を許し降板・1失点
- 初奪三振：1973年5月16日、対読売ジャイアンツ5回戦（後楽園球場）、7回裏に柴田勲から
- 初先発登板：1973年5月31日、対中日ドラゴンズ5回戦（広島市民球場）、4回2失点
- 初勝利・初先発勝利：1976年6月18日、対近鉄バファローズ前期13回戦（藤井寺球場）、5回1/3を1失点
- 初セーブ：1976年8月14日、対ロッテオリオンズ後期7回戦（平和台球場）、9回表1死に2番手として救援登板・完了、2/3回無失点
- 初完投勝利：1976年9月26日、対近鉄バファローズ後期9回戦（日生球場）、9回1失点

節目の記録
- 500試合登板：1987年5月2日、対阪神タイガース4回戦（阪神甲子園球場）、9回裏1死に2番手として救援登板・完了、2/3回無失点でセーブ投手　※史上89人目
- 600試合登板：1990年4月10日、対オリックス・ブレーブス1回戦（グリーンスタジアム神戸）、9回裏1死に5番手として救援登板、1回無失点　※史上26人目

その他の記録
- オールスターゲーム出場：2回 （1977年、1981年）

### 背番号
- 20 （1972年 - 1973年）
- 31 （1974年 - 1986年、1989年 - 1990年、1993年）
- 13 （1987年 - 1988年）